# 亞歷山大·法爾塞塔斯
亞歷山大·法爾塞塔斯（瑞典語：Alexander Faltsetas；1987年7月4日—）是一位挪威足球運動員。在場上的位置是中場。他現在效力於瑞典足球超級聯賽球隊佐加頓斯體育會足球隊。他也代表瑞典國家足球隊參賽。